# 桃園市立内壢高級中等学校
桃園市立内壢高級中等学校（英語: Taoyuan Municipal Nei-Li Senior High School）は、桃園市中壢区にある男女共学の市立高級中等学校。

## 沿革
- 1999年：学校設立。

## 姉妹校
- 滋賀県立玉川高等学校